# 10 Anos (álbum de Trazendo a Arca e Toque no Altar)
10 Anos, também conhecido como Toque no Altar + Trazendo a Arca 10 Anos é uma coletânea musical dos grupos Trazendo a Arca e Apascentar de Louvor em três álbuns que unem as principais canções do grupo desde as primeiras gravadas no Toque no Altar. Diferentemente dos álbuns anteriores, este foi lançado pela CanZion Brasil, gravadora a qual o Trazendo a Arca firmou um contrato em agosto de 2012.
A compilação reuniu canções de vários trabalhos do Apascentar de Louvor, desde Toque no Altar (2003) a Deus de Promessas Ao Vivo (2007). A discografia selecionada do Trazendo a Arca foi de Marca da Promessa (2007) a Salmos e Cânticos Espirituais (2009). As faixas de Entre a Fé e a Razão (2010) não foram inclusas por falta de liberação da gravadora Graça Music. A canção "Me Rendo", presente no disco Ao Vivo no Japão (2007) foi incluída na obra. Cada disco recebeu catorze faixas, totalizando quarenta e duas canções. Ainda os dois primeiros discos concentram canções gravadas pelo Toque no Altar e o terceiro somente as faixas após a divisão do grupo que originou o Trazendo a Arca.
10 Anos foi lançado durante a ExpoCristã, também em formato digital em mais de 30 canais, como o iTunes e o Sonora. O encarte da obra foi produzido pela Agência Excellence. Apesar disso, o projeto recebeu avaliações negativas pelos erros de prensagem, que incluem a repetição da música "Abro Mão", chegando a ser classificado em uma crítica negativa do portal O Propagador como "um erro que não deveria existir".

## Lançamento e recepção
| Críticas profissionais | Críticas profissionais |
| Avaliações da crítica  | Avaliações da crítica  |
| Fonte                  | Avaliação              |
| ---------------------- | ---------------------- |
| O Propagador           | [ 5 ]                  |

10 Anos foi lançado em setembro de 2012 pela CanZion Brasil e recebeu críticas negativas da mídia especializada. O Super Gospel classificou a coletânea como "o pior lançamento da carreira do Trazendo a Arca". A crítica afirmou que "para escolher seus maiores sucessos, era praticamente impossível errar o repertório" e a ausência de músicas como "Tua Graça Me Basta" e presença de faixas como "O Melhor Está por Vir", bem como os cortes em canções demonstrou o contrário. A avaliação contou com uma cotação de 1,5 estrelas de 5.

## Faixas
| CD1            |                             |                                             |         |  |
| N.º            | Título                      | Compositor(es)                              | Duração |  |
| 1.             | "Toque no Altar"            | Davi Sacer e Luiz Arcanjo                   | 4:22    |  |
| 2.             | "Sete Vezes Mais"           | Davi Sacer e Luiz Arcanjo                   | 5:06    |  |
| 3.             | "Toda Sorte de Bênçãos"     | Davi Sacer, Verônica Sacer e Ronald Fonseca | 3:55    |  |
| 4.             | "Em Toda Terra"             | Luiz Arcanjo, Deco Rodrigues e Davi Sacer   | 3:33    |  |
| 5.             | "Correndo pros Teus Braços" | Luiz Arcanjo, Davi Sacer e Deco Rodrigues   | 6:02    |  |
| 6.             | "Não Tenho Outro Bem"       | David Cerqueira, Luiz Arcanjo e Davi Sacer  | 6:09    |  |
| 7.             | "Desejo do Meu Coração"     | Davi Sacer, Verônica Sacer e Ronald Fonseca | 8:02    |  |
| 8.             | "Bendito Serás"             | Davi Sacer, Luiz Arcanjo e Ronald Fonseca   | 5:01    |  |
| 9.             | "Lembra Senhor"             | Deco Rodrigues, Luiz Arcanjo e Davi Sacer   | 7:31    |  |
| 10.            | "Deus de Promessas"         | Davi Sacer, Verônica Sacer e Ronald Fonseca | 6:19    |  |
| 11.            | "Leva-me Além"              | Ronald Fonseca                              | 8:27    |  |
| 12.            | "O Melhor Está por Vir"     | Davi Sacer e Ronald Fonseca                 | 4:25    |  |
| 13.            | "Cidadão dos Céus"          | Davi Sacer, Verônica Sacer e Ronald Fonseca | 4:42    |  |
| 14.            | "O Chão Vai Tremer"         | Luiz Arcanjo e Davi Sacer                   | 4:39    |  |
| Duração total: | Duração total:              | Duração total:                              | 78:20   |  |

| CD2            |                      |                                                           |         |  |
| N.º            | Título               | Compositor(es)                                            | Duração |  |
| 1.             | "Trazendo a Arca"    | Ronald Fonseca, Luiz Arcanjo, Davi Sacer e Deco Rodrigues | 3:46    |  |
| 2.             | "Te Adoro Senhor"    | Davi Sacer                                                | 4:14    |  |
| 3.             | "Não Ficarão"        | Davi Sacer e Luiz Arcanjo                                 | 4:03    |  |
| 4.             | "Graças"             | Davi Sacer, Verônica Sacer e Ronald Fonseca               | 5:31    |  |
| 5.             | "Sacia-me"           | Marcel Conpan                                             | 6:00    |  |
| 6.             | "Te Conhecer"        | Davi Sacer, Verônica Sacer e Ronald Fonseca               | 5:08    |  |
| 7.             | "Mais"               | Davi Sacer e Luiz Arcanjo                                 | 4:56    |  |
| 8.             | "Olha pra Mim"       | Luiz Arcanjo e Davi Sacer                                 | 5:49    |  |
| 9.             | "Abro mão"           | Luiz Arcanjo                                              | 5:45    |  |
| 10.            | "Se a Tua Voz Ouvir" | Davi Sacer, Verônica Sacer e Ronald Fonseca               | 4:56    |  |
| 11.            | "Restitui"           | Davi Sacer e Luiz Arcanjo                                 | 7:16    |  |
| 12.            | "Bendito eu Serei"   | Davi Sacer, Verônica Sacer e Ronald Fonseca               | 6:04    |  |
| 13.            | "Senhor e Rei"       | Ronald Fonseca, Luiz Arcanjo, Davi Sacer e Deco Rodrigues | 8:19    |  |
| 14.            | "Ser Fiel"           | Luiz Arcanjo e Deco Rodrigues                             | 6:45    |  |
| Duração total: | Duração total:       | Duração total:                                            | 78:38   |  |

| CD3            |                                     |                                                           |         |  |
| N.º            | Título                              | Compositor(es)                                            | Duração |  |
| 1.             | "Na Corte do Egito"                 | Luiz Arcanjo e Deco Rodrigues                             | 4:35    |  |
| 2.             | "Se não fosse o Senhor" (Salmo 124) | Luiz Arcanjo                                              | 4:05    |  |
| 3.             | "Salmo 3"                           | Deco Rodrigues, Luiz Arcanjo e Davi Sacer                 | 4:21    |  |
| 4.             | "Celebre"                           | Davi Sacer, Deco Rodrigues e Ronald Fonseca               | 4:06    |  |
| 5.             | "Yeshua"                            | Ronald Fonseca e Luiz Arcanjo                             | 4:39    |  |
| 6.             | "Preparado Está" (Salmo 108)        | Luiz Arcanjo, Davi Sacer e Deco Rodrigues                 | 4:20    |  |
| 7.             | "Me Rendo"                          | Davi Sacer e Ronald Fonseca                               | 10:29   |  |
| 8.             | "Serás Sempre Deus"                 | Deco Rodrigues e Luiz Arcanjo                             | 5:48    |  |
| 9.             | "Sobre as Águas"                    | Davi Sacer, Luiz Arcanjo e Ronald Fonseca                 | 5:40    |  |
| 10.            | "Em Ti Esperarei" (Salmo 27)        | Davi Sacer e Luiz Arcanjo                                 | 5:10    |  |
| 11.            | "Abro mão"                          | Luiz Arcanjo                                              | 7:02    |  |
| 12.            | "Pra Tocar no Manto"                | Luiz Arcanjo                                              | 5:39    |  |
| 13.            | "Toca na Rocha"                     | Luiz Arcanjo                                              | 4:05    |  |
| 14.            | "Marca da Promessa"                 | Davi Sacer, Luiz Arcanjo, Deco Rodrigues e Ronald Fonseca | 5:16    |  |
| Duração total: | Duração total:                      | Duração total:                                            | 75:20   |  |